# Georgi Iwanowitsch Burkow
Georgi Iwanowitsch Burkow (russisch Георгий Иванович Бурков, wiss. Transliteration Georgij Ivanovič Burkov; * 31. Mai 1933 in Perm, Sowjetunion; † 19. Juli 1990 in Moskau, Sowjetunion) war ein sowjetischer Schauspieler.

## Leben

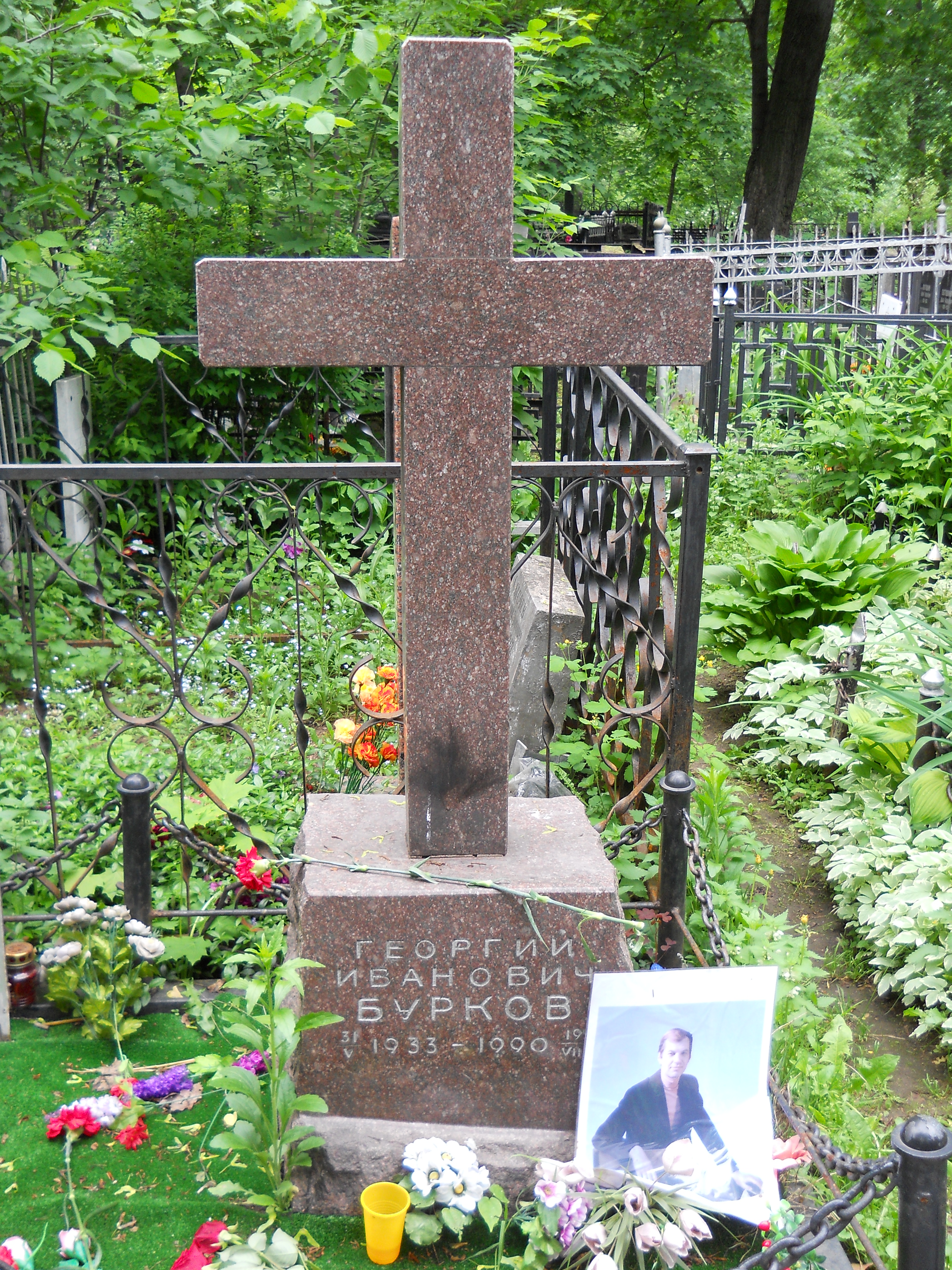
Burkows Grab auf dem Wagankowoer Friedhof in Moskau

Von 1952 bis 1956 studierte Burkow Jura an der Universität von Perm. Von 1955 bis 1958 besuchte er das Abendstudio des Permer Dramatheaters. Anschließend arbeitete er in den Theatern Perms, Kemerowos und anderer Städte. Ab 1965 war er Schauspieler am Stanislawski-Theater und von 1970 bis 1971 am Sowremennik-Theater in Moskau. Ab 1980 war er am MChAT tätig und von 1984 bis 1987 gehörte er zum Ensemble des Moskauer Puschkin-Theaters. Ab 1988 war er Intendant des Schukschin-Kulturzentrums. 1990 starb er in Moskau an einer Thrombose. Er wurde auf dem Wagankowoer Friedhof beigesetzt.
Burkow spielte in sehr vielen Filmen mit, unter anderem im Film Ironie des Schicksals. Außerdem wirkte er als Synchronsprecher in sechs Filmen bzw. Zeichentrickfilmen mit.

## Filmografie (Auswahl)
- 1967: Der Beginn eines unbekannten Jahrhunderts (Nachalo nevedomogo veka)
- 1969: Befreiung (Osvobozhdenie)
- 1973: Jegor Bulytschow und andere (Jegor Bulytschow i drugije)
- 1973: Reisebekanntschaften (Petschki-lawotschki)
- 1973: Die Alten, diese Räuber (Stariki-razboyniki)
- 1974: Kalina Krassnaja – Roter Holunder (Kalina krasnaja)
- 1975: Sie kämpften für die Heimat (Oni sraschalis sa rodinu)
- 1975: Zement (Tsement)
- 1975: Ironie des Schicksals (Ironiya sudby, ili S legkim parom!)
- 1977: Liebe im Büro (Sluschebny roman)
- 1980: Die Garage (Garazh)
- 1982: Aus dem Leben von Kurgästen (Iz zhizni otdykhayushchikh)
- 1984: Eine bittere Romanze (Schestoki romans)
- 1985: Winterabend in Gagra (Simni wetscher w Gagrach)
- 1986: Boris Godunow (Boris Godunov)